# Hans Scheurlen
Hans-Michael Scheurlen (* 1973 in Brackenheim) ist deutscher Pädagoge, Illustrator und Schulbuchautor. 
Scheurlen arbeitete sechs Jahre an der PH Ludwigsburg, hatte von 2003 bis 2004 einen Lehrauftrag für Figurenzeichnen an der Filmakademie Ludwigsburg und wurde später Grundschullehrer in Weinsberg. Er lebt seit 2008 in Bad Wimpfen, wo er Urkunden und Kunstwerke zugunsten einer Spendenkampagne zum Erhalt des Blauen Turmes schuf. Als Autor hat er an rund 20 Schulbüchern der Reihe Bausteine – Mensch, Natur und Kultur des Diesterweg-Verlages mitgewirkt. Als Dozent leitet er Kurse zur Lehrerfortbildung an der Akademie Schloss Rotenfels in Gaggenau. 